# 40mm kanón Bofors

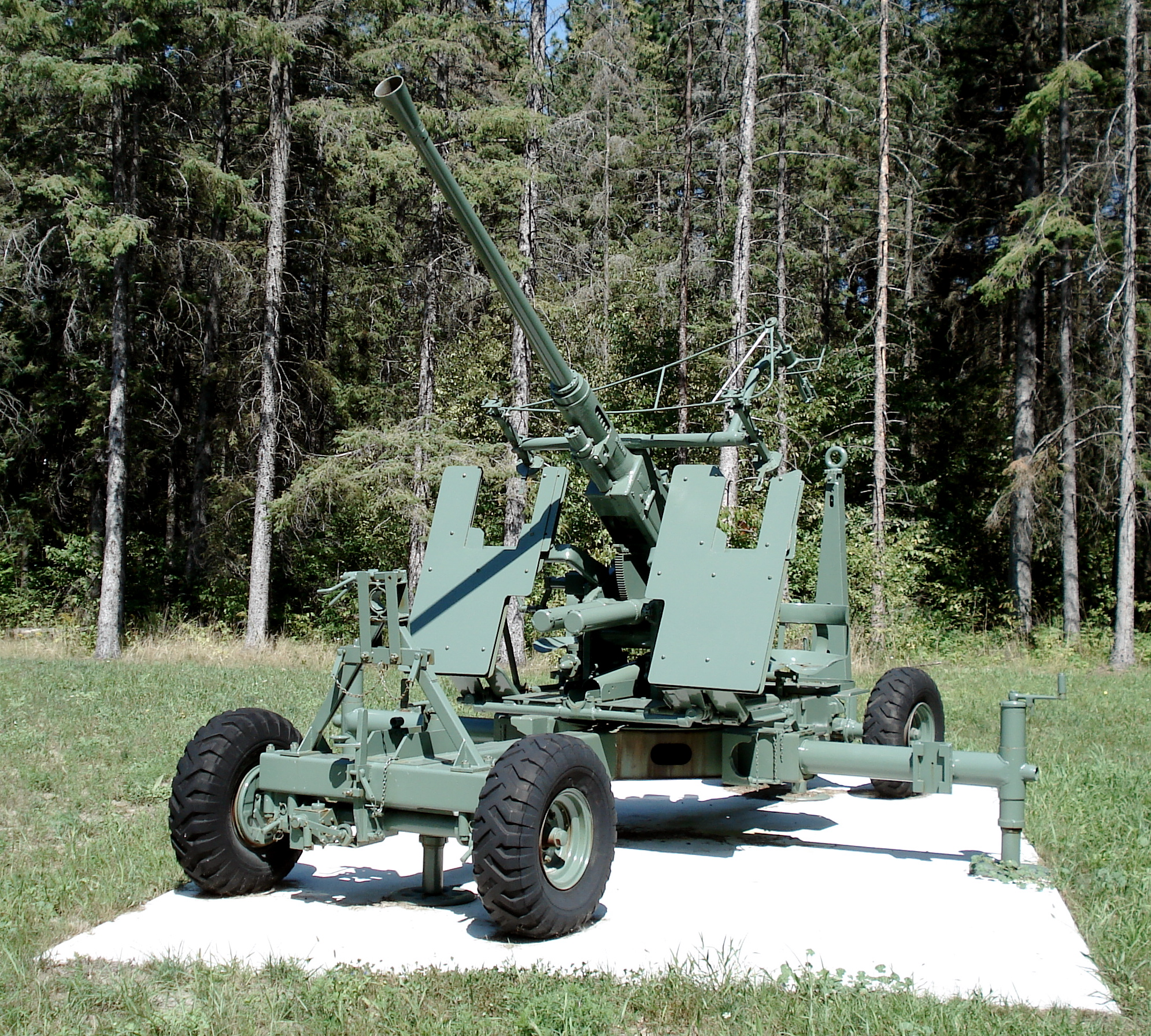
Britský QF 40 mm Mark I

40mm kanón Bofors je víceúčelový protiletadlový automatický kanón vyvinutý ve 30. letech švédskou zbrojovkou AB Bofors. Kanón Bofors byl jedním z nejrozšířenějších středních protiletadlových děl druhé světové války, kdy jej používali západní Spojenci i mocnosti Osy. Menší počet těchto zbraní zůstává ve službě, přičemž byly nasazeny ještě během války v Zálivu.
V poválečném období již nebyla původní verze kanónu L/60 dostatečně účinná proti proudovým letounům a proto Bofors přišel s novým a efektivnějším modelem s označením L/70. Přestože s jeho předchůdcem sdílí prakticky jen ráži 40 mm a charakteristický kónický tlumič plamene, je všeobecně stále známý jako 40mm kanón Bofors. Model L/70 sice nedosáhl takové popularity jako L/60, nicméně je rovněž stále využíván, a to především jako víceúčelová zbraň obrněných vozidel, například bojových vozidel pěchoty CV90.
Společnost Bofors je od března 2005 součástí BAE Systems AB.

## Historie
V roce 1925 si švédské námořnictvo objednalo vývoj 20mm automatického protiletadlového kanónu, ale kvůli požadavku na větší účinnost munice byla ráže zvýšena na 40 milimetrů. Společnost Bofors představila prototyp kanónu v roce 1930 a další dva roky pracovala na jeho úpravách a zkouškách. Výsledný model 1932 byl nabízen v námořní i pozemní verzi a na trhu se kanóny Bofors staly velice žádaným artiklem. Polsko je licenčně vyrábělo ve zbrojovce ve Starachowicích a polská armáda jich do 1. září 1939 zavedla do výzbroje 306 kusů, označovaných jako Armata przeciwlotnicza 40 mm wzór 1936 Bofors. Licenční výroba probíhala také v továrně Mavag v Maďarsku, kde byly kanóny známy jako 4 cm-es 36 M. légvédelmi gépágyú (Bofors). Mezi další uživatele nebo držitele práv na licenční výrobu patřila Belgie, Francie, Kanada, Nizozemsko, Norsko, Rumunsko, Spojené království nebo Spojené státy. Nacistické Německo získalo zbraně jako kořistní a také díky obsazení Norska, kde byly licenčně vyráběny. Wehrmacht je používal pod označením 4 cm FLAK 28.
Na základě britských kanónů Bofors, které Japonci ukořistili v Singapuru, zkonstruovalo japonské císařské námořnictvo vlastní 40mm kanón typu 5.

## Kanón Bofors v čs. armádě
Československé ministerstvo národní obrany mělo zájem o kanóny Bofors vyráběné v Polsku, ale tamní zbrojovka je odmítla dodat. Proto bylo v létě 1938 objednáno přímo u švédské firmy Bofors osm děl a zároveň byl zaplacen poplatek za plánovanou licenční výrobu v Československu. Děla však měla být dodána až v roce 1939 a proto byly po mnichovské dohodě tyto smlouvy zrušeny. Českoslovenští vojáci dostali kanóny Bofors až v roce 1942, kdy na Středním východě vznikl čs. 200. lehký protiletadlový pluk – Východní. Jeho tři prapory byly vyzbrojeny celkem 36 kanóny Q.F. 40mm Mk.1 A.A. gun z britské licenční produkce. Po přesunu československých jednotek z Afriky do Británie byl protiletadlový pluk rozpuštěn, ale kanóny Bofors zůstaly v počtu šesti kusů ve výzbroji protiletadlové baterie čs. samostatné obrněné brigády. Tato baterie překročila v sestavě kombinovaného oddílu 30. dubna 1945 hranice osvobozovaného Československa. Po válce bylo všech šest kanónů zařazeno do výzbroje obnovené československé armády, ale vzhledem k politickým změnám po roce 1948 nebylo možné zakoupit ani další kusy, ani střelivo nebo náhradní díly, a proto byly kanóny Bofors na začátku 50. let vyřazeny.